# Lilla romerska teatern, Pula
Lilla romerska teatern (kroatiska: Malo rimsko kazalište, italienska: Il Piccolo teatro romano) är en antik kulturminnesmärkt romersk teater i Pula i Kroatien. Den anlades av romarna under det första århundradet och är belägen öster om Pulaborgen och väster om Arkeologiska museet i gamla stan. Lämningarna efter teatern är en av stadens turistattraktioner och nås (precis som under antiken) via Dubbelporten. Lilla romerska teatern är ej att förväxla med den mycket större romerska amfiteatern.

## Historik och beskrivning
Att det antika Pula hade ett välutvecklat kulturliv bekräftas av att staden under antiken hade en amfiteater och två romerska teatrar. Den Stora romerska teatern anlades på Monte Zaros sluttningar utanför stadsmuren. Av den Stora romerska teatern finns inte mer än några mindre delar bevarade. 
Den idag delvis bevarade Lilla romerska teatern anlades på de östra sluttningarna av den centrala höjden kring vilken Pula växte fram ur. Att den anlades på en sluttning var annars karaktäristiskt för de antika grekiska teatrarna. Vid uppförandet låg den innanför stadsmurarna och kunde hysa uppskattningsvis 4 000–5 000 åskådare. Den var indelad i två områden bestående av en åskådarläktare (cavea) och ett proscenium där skådespeleriet tog plats. Idag finns grunderna av scenen och delar av den halvcirkelformade åskådarläktaren bevarade. Under antiken upptog teatern en betydlig större yta än vad som idag är blottad och synlig för besökaren.